# Spirit of the Wild
| Recensione | Giudizio |
| ---------- | -------- |
| AllMusic   | [ 1 ]    |

Spirit of the Wild è l'undicesimo album di Ted Nugent, pubblicato nel 1995 per la Atlantic Records.

## Tracce
1. Thighraceous – 3:48 (Nugent, St Holmes)
2. Wrong Side of Town – 5:15 (Lutz, Nugent, Rappa)
3. I Shoot Back – 3:50 (Lutz, Nugent, Saint Holmes)
4. Tooth, Fang & Claw – 6:49 (Nugent)
5. Lovejacker – 4:32 (Lutz, Nugent, St Holmes)
6. Fred Bear – 7:41 (Nugent)
7. Primitive Man – 5:56 (Lutz, Nugent, St Holmes)
8. Hot or Cold – 4:31 (Lutz, Nugent, St Holmes)
9. Kiss My Ass – 3:20 (Nugent)
10. Heart & Soul – 4:44 (Lutz, Nugent, St Holmes)
11. Spirit of the Wild – 4:22 (Nugent, St Holmes)
12. Just Do It Like This – 6:08 (Nugent)

## Formazione
- Ted Nugent - voce, chitarra
- Derek St. Holmes - voce
- Michael Lutz - basso, tastiere, cori
- Benny Rappa - batteria
- Denny Carmassi - batteria
- Gunner Ross - batteria
- Lawrence Fratangelo - percussioni
- Doug Banker - pianoforte, cori